# Марльё
Марльё (фр. Marlieux) — коммуна во Франции, находится в регионе Рона — Альпы. Департамент — Эн. Входит в состав кантона Виллар-ле-Домб. Округ коммуны — Бурк-ан-Брес.
Код INSEE коммуны — 01235.

## География
Коммуна расположена приблизительно в 380 км к юго-востоку от Парижа, в 39 км северо-восточнее Лиона, в 20 км к юго-западу от Бурк-ан-Бреса.
По территории коммуны протекают реки Ренон и Шаларон.

## Население
Население коммуны на 2010 год составляло 887 человек.
| 1962 | 1968 | 1975 | 1982 | 1990 | 1999 | 2010 |
| ---- | ---- | ---- | ---- | ---- | ---- | ---- |
| 624  | 641  | 632  | 679  | 633  | 676  | 887  |

## Администрация
| Период | Период | Фамилия         | Партия | Примечания |
| ------ | ------ | --------------- | ------ | ---------- |
| 1995   | 2008   | Поль Мишо       |        |            |
| 2008   | 2014   | Робер Деплатьер |        |            |

## Экономика
В 2010 году среди 549 человек трудоспособного возраста (15—64 лет) 433 были экономически активными, 116 — неактивными (показатель активности — 78,9 %, в 1999 году было 76,6 %). Из 433 активных жителей работали 403 человека (220 мужчин и 183 женщины), безработных было 30 (12 мужчин и 18 женщин). Среди 116 неактивных 44 человека были учениками или студентами, 38 — пенсионерами, 34 были неактивными по другим причинам.

## Фотогалерея

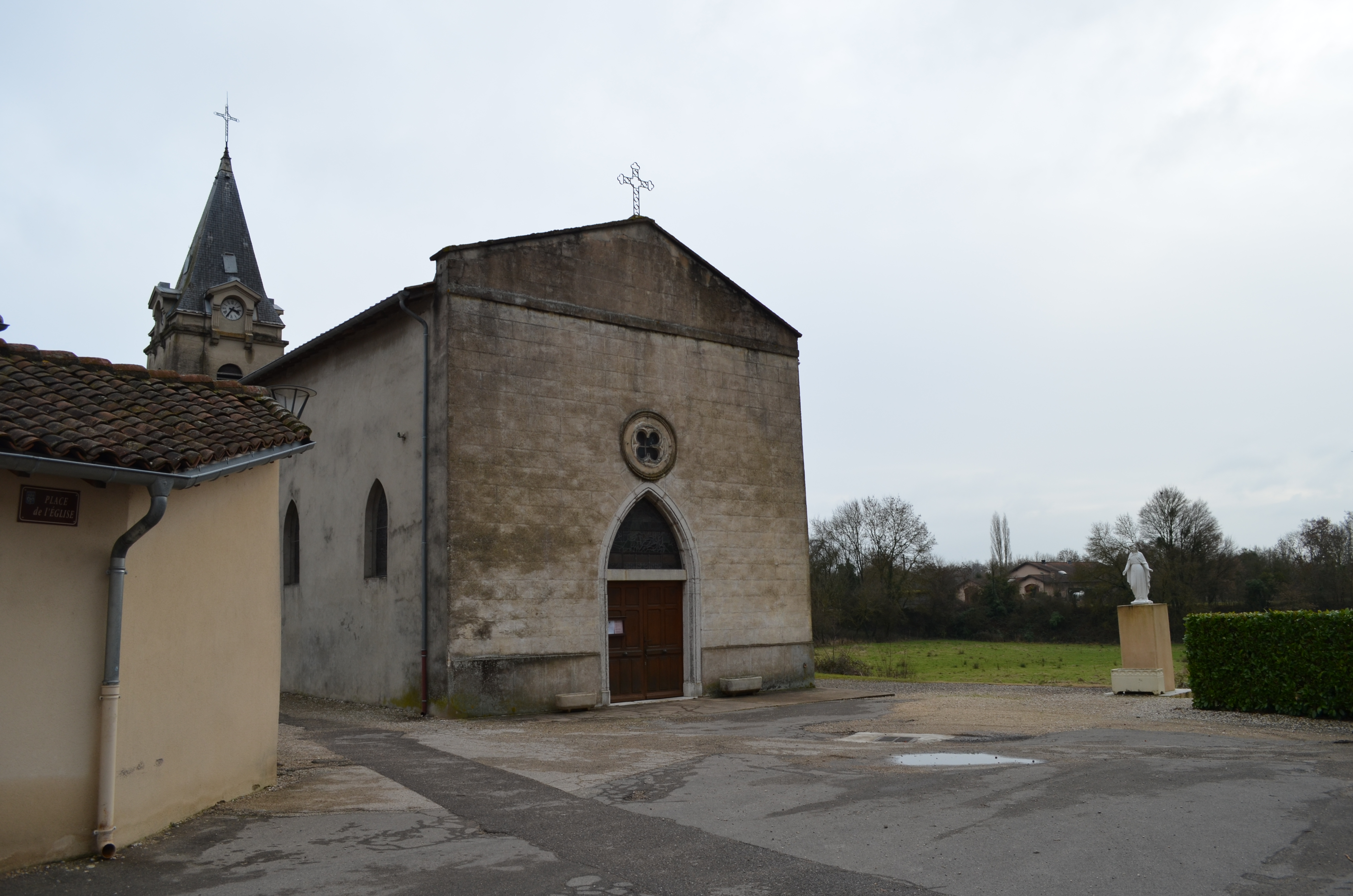
Церковь Св. Петра
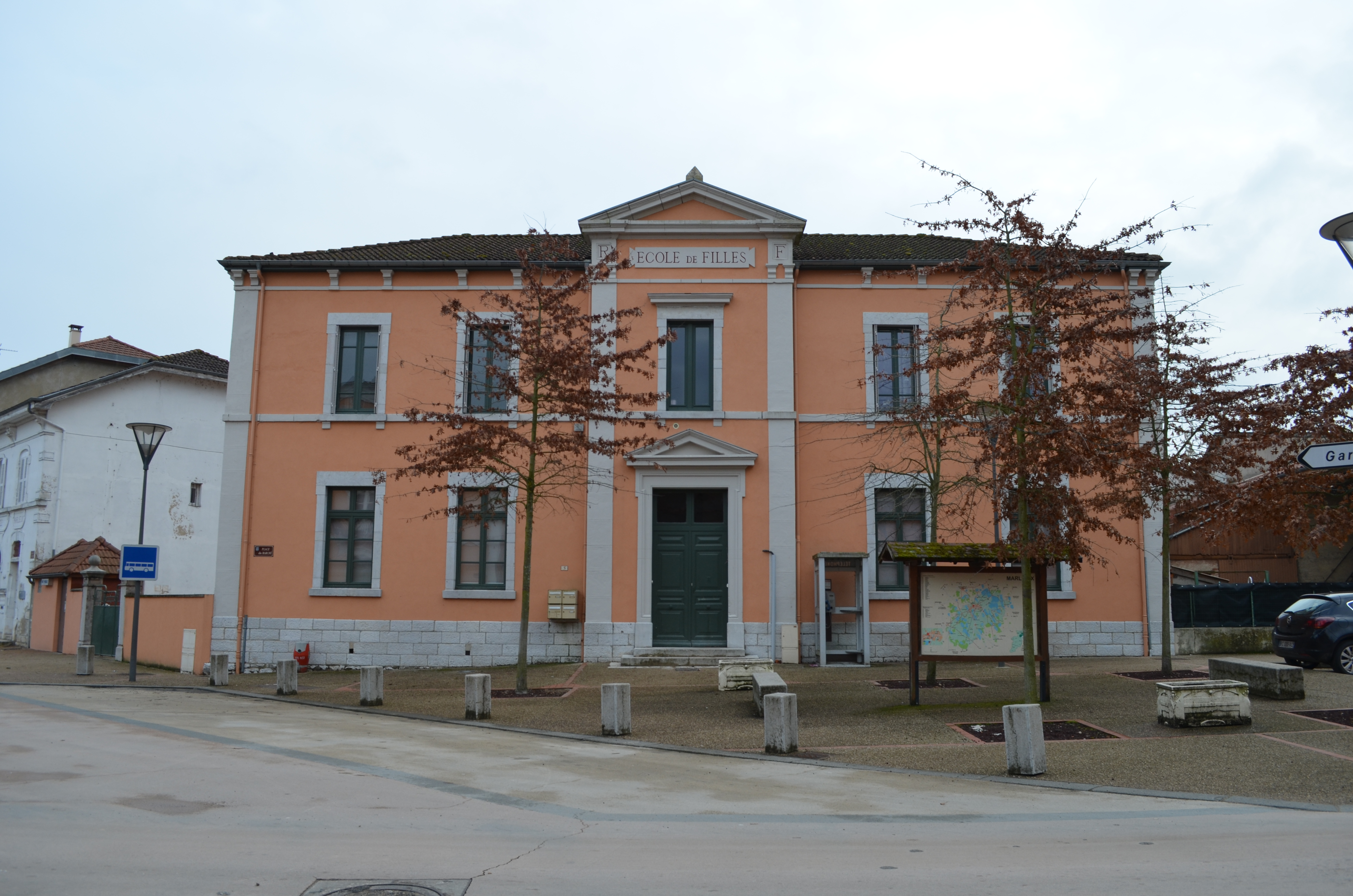
Школа
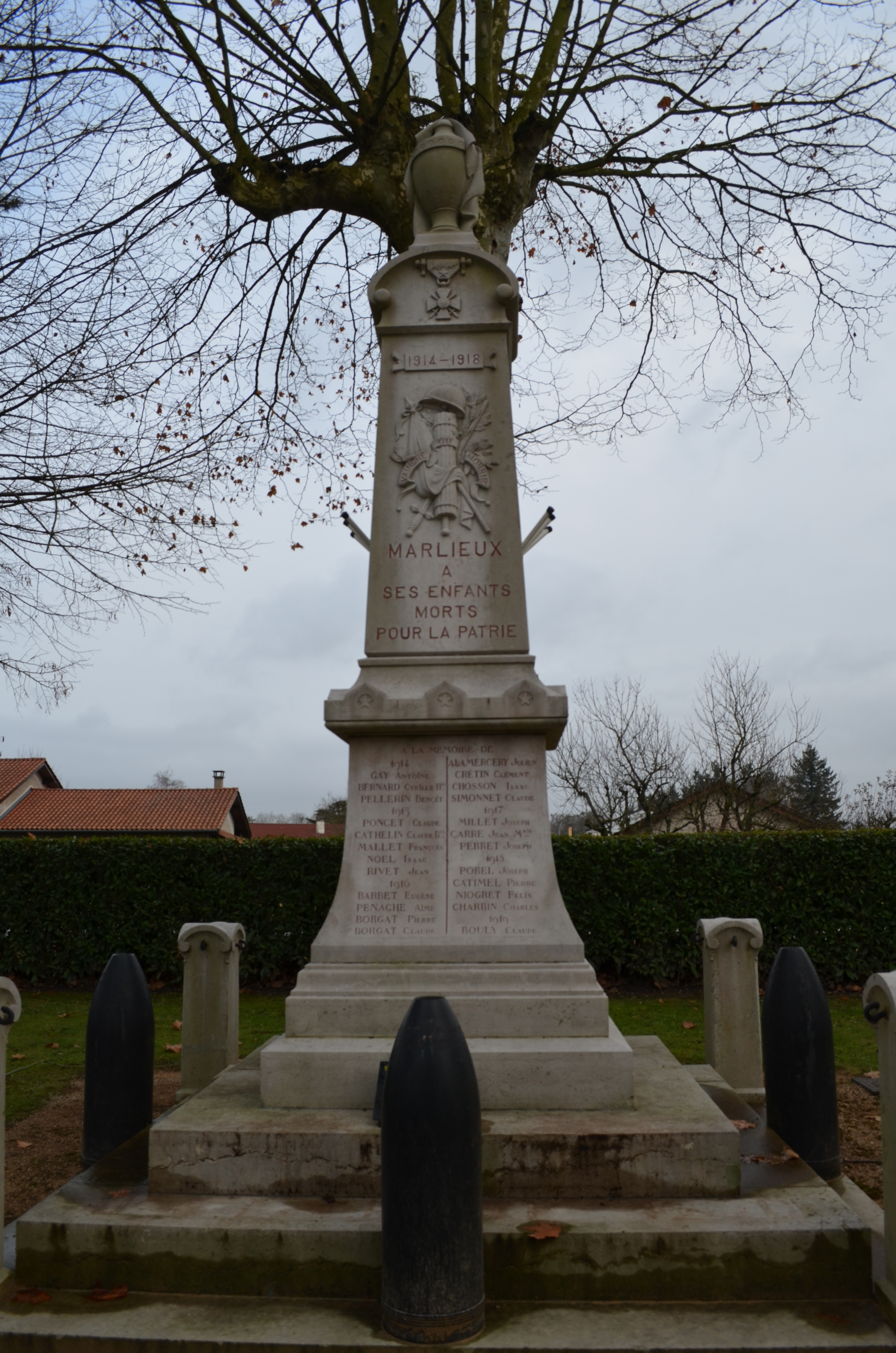
Военный мемориал